# Élections départementales de 2021 dans la Vendée
Les élections départementales ont lieu les 20 et 27 juin 2021.

## Contexte départemental
Face à la majorité départementale de droite qui dispose de tous les cantons sauf un, la gauche vendéenne a décidé de partir unie sur tout le département. Cet accord comprend, entre autres, le PS, le PCF, EELV, G.s, le PRG et différentes associations qui ont émergé dans la Vendée durant les municipales.

### Assemblée départementale sortante
Avant les élections, le conseil départemental de la Vendée est présidé par Yves Auvinet (DVD). 
Il comprend 34 conseillers départementaux issus des 17 cantons de la Vendée. 
| Président du conseil départemental   |       |       |      |                             |
| Yves Auvinet (DVD)                   |       |       |      |                             |
| Parti                                | Sigle | Sigle | Élus | Groupes                     |
| Majorité (32 sièges)                 |       |       |      |                             |
| Divers droite                        |       | DVD   | 20   | Majorité départementale     |
| Les Républicains                     |       | LR    | 8    | Majorité départementale     |
| Union des démocrates et indépendants |       | UDI   | 3    | Majorité départementale     |
| Le Mouvement de la ruralité          |       | LMR   | 1    | Majorité départementale     |
| Opposition (2 sièges)                |       |       |      |                             |
| Parti socialiste                     |       | PS    | 2    | Socialistes et républicains |

## Système électoral
Les élections ont lieu au scrutin majoritaire binominal à deux tours. Le système est paritaire : les candidatures sont présentées sous la forme d'un binôme composé d'une femme et d'un homme avec leurs suppléants (une femme et un homme également).
Pour être élu au premier tour, un binôme doit obtenir la majorité absolue des suffrages exprimés et un nombre de suffrages au moins égal à 25 % des électeurs inscrits. Si aucun binôme n'est élu au premier tour, seuls peuvent se présenter au second tour les binômes qui ont obtenu un nombre de suffrages au moins égal à 12,5 % des électeurs inscrits, sans possibilité pour les binômes de fusionner. Est élu au second tour le binôme qui obtient le plus grand nombre de voix.

## Résultats à l'échelle du département

### Résultats par nuances
Les nuances utilisées par le ministère de l'Intérieur ne tiennent pas compte des alliances locales.
| Binômes                  | Binômes                             | Binômes                  | Premier tour | Premier tour | Premier tour | Second tour | Second tour   | Second tour | Total | +/-           |  |
| Binômes                  | Binômes                             | Binômes                  | Voix         | %            | Sièges       | Voix        | %             | Sièges      | Total | +/-           |  |
| ------------------------ | ----------------------------------- | ------------------------ | ------------ | ------------ | ------------ | ----------- | ------------- | ----------- | ----- | ------------- |  |
|                          | Divers droite                       | DVD                      | 73 265       | 44,67        | 0            | 92 878      | 58,95         | 26          | 26    | 22            |  |
|                          | Rassemblement national              | RN                       | 28 564       | 17,42        | 0            | 10 703      | 6,79          | 0           | 0     | en stagnation |  |
|                          | Union à gauche                      | UG                       | 14 597       | 8,90         | 0            | 7 250       | 4,60          | 0           | 0     | en stagnation |  |
|                          | Union à gauche avec des écologistes | UGE                      | 13 191       | 8,04         | 0            | 11 875      | 7,54          | 0           | 0     | Nv.           |  |
|                          | Union à droite                      | UD                       | 10 771       | 6,57         | 0            | 14 450      | 9,17          | 4           | 4     | 24            |  |
|                          | Union au centre et à droite         | UCD                      | 9 496        | 5,79         | 0            | 11 317      | 7,18          | 4           | 4     | Nv.           |  |
|                          | Parti communiste français           | COM                      | 5 639        | 3,44         | 0            | 4 098       | 2,60          | 0           | 0     | Nv.           |  |
|                          | La République en marche             | REM                      | 3 826        | 2,33         | 0            | 4 980       | 3,16          | 0           | 0     | Nv.           |  |
|                          | Union au centre et à gauche         | UCG                      | 1 174        | 1,08         | 0            |             |               |             | 0     | Nv.           |  |
|                          | Divers gauche                       | DVG                      | 1 190        | 0,73         | 0            | 0           | en stagnation |             |       |               |  |
|                          | Divers                              | DIV                      | 1 093        | 0,67         | 0            | 0           | Nv.           |             |       |               |  |
|                          | Droite souverainiste                | DSV                      | 600          | 0,37         | 0            | 0           | Nv.           |             |       |               |  |
|                          |                                     |                          |              |              |              |             |               |             |       |               |  |
| Suffrages exprimés       | Suffrages exprimés                  | Suffrages exprimés       | 164 006      | 95,12        |              | 157 551     | 91,82         |             |       |               |  |
| Votes blancs             | Votes blancs                        | Votes blancs             | 5 198        | 3,01         | 9 297        | 5,42        |               |             |       |               |  |
| Votes nuls               | Votes nuls                          | Votes nuls               | 3 214        | 1,86         | 4 743        | 2,76        |               |             |       |               |  |
| Total                    | Total                               | Total                    | 172 418      | 100          |              | 171 591     | 100           | 34          | 34    | en stagnation |  |
| Abstentions              | Abstentions                         | Abstentions              | 362 300      | 67,76        |              | 363 209     | 67,91         |             |       |               |  |
| Inscrits / participation | Inscrits / participation            | Inscrits / participation | 534 718      | 32,24        | 534 800      | 32,09       |               |             |       |               |  |

### Assemblée départementale élue
| Président du conseil départemental |       |       |      |                         |
| Alain Lebœuf (LR)                  |       |       |      |                         |
| Parti                              | Sigle | Sigle | Élus | Groupes                 |
| Majorité (34 sièges)               |       |       |      |                         |
| Divers droite                      |       | DVD   | 25   | Majorité départementale |
| Les Républicains                   |       | LR    | 9    | Majorité départementale |

### Élus par canton
La droite réalise le grand chelem dans le département en remportant le dernier canton à gauche : La Roche-sur-Yon-2. La gauche quitte par conséquent le conseil départemental pour 8 ans. 
| Canton                  | Conseillers sortants | Parti | Parti | Conseillers élus          | Parti | Parti |
| ----------------------- | -------------------- | ----- | ----- | ------------------------- | ----- | ----- |
| Aizenay                 | Mireille Hermouet    |       | DVD   | Mireille Hermouet         |       | DVD   |
| Aizenay                 | Alain Lebœuf         |       | LR    | Alain Lebœuf              |       | LR    |
| Challans                | Nadia Rabreau        |       | DVD   | Nadia Rabreau             |       | DVD   |
| Challans                | Serge Rondeau        |       | DVD   | Rémi Pascreau             |       | DVD   |
| Chantonnay              | Yves Auvinet         |       | DVD   | Cyrille Guibert           |       | DVD   |
| Chantonnay              | Isabelle Moinet      |       | DVD   | Alexandra Gaboriau        |       | DVD   |
| La Châtaigneraie        | Valentin Josse       |       | DVD   | Valentin Josse            |       | DVD   |
| La Châtaigneraie        | Catherine Poupet     |       | DVD   | Catherine Poupet          |       | DVD   |
| Fontenay-le-Comte       | François Bon         |       | UDI   | Stéphane Guillon          |       | LR    |
| Fontenay-le-Comte       | Marie-Jo Chatevaire  |       | UDI   | Leslie Gaillard           |       | DVD   |
| Les Herbiers            | Hervé Robineau       |       | DVD   | Christophe Hogard         |       | DVD   |
| Les Herbiers            | Bérengère Soulard    |       | DVD   | Bérengère Soulard         |       | DVD   |
| L’Île-d’Yeu             | Carole Charuau       |       | DVD   | Carole Charuau            |       | DVD   |
| L’Île-d’Yeu             | Bruno Noury          |       | DVD   | Bruno Noury               |       | DVD   |
| Luçon                   | Arnaud Charpentier   |       | LR    | Arnaud Charpentier        |       | LR    |
| Luçon                   | Anne-Marie Coulon    |       | DVD   | Anne-Marie Coulon         |       | DVD   |
| Mareuil-sur-Lay-Dissais | Marcel Gauducheau    |       | DVD   | Éric Adrian               |       | DVD   |
| Mareuil-sur-Lay-Dissais | Brigitte Hybert      |       | DVD   | Brigitte Hybert           |       | DVD   |
| Montaigu-Vendée         | Wilfrid Montassier   |       | UDI   | Éric Salaün               |       | DVD   |
| Montaigu-Vendée         | Isabelle Rivière     |       | LR    | Isabelle Rivière          |       | LR    |
| Mortagne-sur-Sèvre      | Cécile Barreau       |       | DVD   | Cécile Barreau            |       | DVD   |
| Mortagne-sur-Sèvre      | Guillaume Jean       |       | DVD   | Guillaume Jean            |       | DVD   |
| La Roche-sur-Yon-1      | Anne Aubin-Sicard    |       | LR    | Anne Aubin-Sicard         |       | LR    |
| La Roche-sur-Yon-1      | Laurent Favreau      |       | DVD   | Laurent Favreau           |       | DVD   |
| La Roche-sur-Yon-2      | Sylviane Bulteau     |       | PS    | Christine Rambaud-Bossard |       | DVD   |
| La Roche-sur-Yon-2      | Jany Guéret          |       | PS    | Luc Bouard                |       | DVD   |
| Les Sables-d’Olonne     | Gérard Faugeron      |       | LR    | Nicolas Chénéchaud        |       | LR    |
| Les Sables-d’Olonne     | Florence Pineau      |       | LR    | Florence Pineau           |       | LR    |
| Saint-Hilaire-de-Riez   | Laurent Boudelier    |       | DVD   | Thomas Perrocheau         |       | DVD   |
| Saint-Hilaire-de-Riez   | Isabelle Duranteau   |       | DVD   | Isabelle Duranteau        |       | DVD   |
| Saint-Jean-de-Monts     | Martine Aury         |       | LMR   | Amélie Rivière            |       | DVD   |
| Saint-Jean-de-Monts     | Noël Faucher         |       | LR    | Noël Faucher              |       | LR    |
| Talmont-Saint-Hilaire   | Pierre Berthomé      |       | LR    | Maxence de Rugy           |       | LR    |
| Talmont-Saint-Hilaire   | Séverine Bulteau     |       | DVD   | Céline Peigney            |       | DVD   |

## Résultats par canton
Les binômes sont présentés par ordre décroissant des résultats au premier tour. En cas de victoire au second tour du binôme arrivé en deuxième place au premier, ses résultats sont indiqués en gras. 

### Canton d'Aizenay
| Candidats                | Candidats                | Partis                   | Nuance                   | Premier tour | Premier tour | Second tour | Second tour |
| Candidats                | Candidats                | Partis                   | Nuance                   | Voix         | %            | Voix        | %           |
| ------------------------ | ------------------------ | ------------------------ | ------------------------ | ------------ | ------------ | ----------- | ----------- |
|                          | Mireille Hermouet        | DVD                      | DVD                      | 6 895        | 63,97        | 7 857       | 76,42       |
|                          | Alain Lebœuf             | LR                       | DVD                      | 6 895        | 63,97        | 7 857       | 76,42       |
|                          | Céline Jauzelon          | PCF                      | COM                      | 1 817        | 16,86        | 2 424       | 23,58       |
|                          | Christophe Tourancheau   | PCF                      | COM                      | 1 817        | 16,86        | 2 424       | 23,58       |
|                          | Dimitri Geoffroy         | RN                       | RN                       | 1 250        | 11,60        |             |             |
|                          | Élisabeth Marmin         | RN                       | RN                       | 1 250        | 11,60        |             |             |
|                          | Yvan Hamard              | LREM                     | REM                      | 816          | 7,57         |             |             |
|                          | Annick Lebatard          | LREM                     | REM                      | 816          | 7,57         |             |             |
|                          |                          |                          |                          |              |              |             |             |
| Suffrages exprimés       | Suffrages exprimés       | Suffrages exprimés       | Suffrages exprimés       | 10 778       | 95,57        | 10 281      | 94,54       |
| Votes blancs             | Votes blancs             | Votes blancs             | Votes blancs             | 311          | 2,76         | 326         | 3,00        |
| Votes nuls               | Votes nuls               | Votes nuls               | Votes nuls               | 189          | 1,68         | 268         | 2,46        |
| Total                    | Total                    | Total                    | Total                    | 11 278       | 100          | 10 875      | 100         |
| Abstention               | Abstention               | Abstention               | Abstention               | 23 351       | 67,43        | 23 767      | 68,61       |
| Inscrits / participation | Inscrits / participation | Inscrits / participation | Inscrits / participation | 34 629       | 32,57        | 34 642      | 31,39       |

### Canton de Challans
| Candidats                | Candidats                | Partis                   | Nuance                   | Premier tour | Premier tour | Second tour | Second tour |
| Candidats                | Candidats                | Partis                   | Nuance                   | Voix         | %            | Voix        | %           |
| ------------------------ | ------------------------ | ------------------------ | ------------------------ | ------------ | ------------ | ----------- | ----------- |
|                          | Rémi Pascreau            | DVD                      | DVD                      | 6 344        | 57,95        | 8 136       | 77,08       |
|                          | Nadia Rabreau            | DVD                      | DVD                      | 6 344        | 57,95        | 8 136       | 77,08       |
|                          | Danielle Domand          | RN                       | RN                       | 2 412        | 22,03        | 2 419       | 22,92       |
|                          | Didier Regge-Gianas      | RN                       | RN                       | 2 412        | 22,03        | 2 419       | 22,92       |
|                          | Betty Grondin            | DVG                      | UG                       | 1 926        | 17,59        |             |             |
|                          | Éric Vrignon             | G.s                      | UG                       | 1 926        | 17,59        |             |             |
|                          | Jacques Charrier         | DVD                      | DIV                      | 266          | 2,43         |             |             |
|                          | Stéphanie Lacroix        | DVD                      | DIV                      | 266          | 2,43         |             |             |
|                          |                          |                          |                          |              |              |             |             |
| Suffrages exprimés       | Suffrages exprimés       | Suffrages exprimés       | Suffrages exprimés       | 10 948       | 94,92        | 10 555      | 93,50       |
| Votes blancs             | Votes blancs             | Votes blancs             | Votes blancs             | 338          | 2,93         | 471         | 4,17        |
| Votes nuls               | Votes nuls               | Votes nuls               | Votes nuls               | 248          | 2,15         | 263         | 2,33        |
| Total                    | Total                    | Total                    | Total                    | 11 534       | 100          | 11 289      | 100         |
| Abstention               | Abstention               | Abstention               | Abstention               | 25 882       | 69,17        | 26 131      | 69,83       |
| Inscrits / participation | Inscrits / participation | Inscrits / participation | Inscrits / participation | 37 416       | 30,83        | 37 420      | 30,17       |

### Canton de Chantonnay
| Candidats                | Candidats                | Partis                   | Nuance                   | Premier tour | Premier tour | Second tour | Second tour |
| Candidats                | Candidats                | Partis                   | Nuance                   | Voix         | %            | Voix        | %           |
| ------------------------ | ------------------------ | ------------------------ | ------------------------ | ------------ | ------------ | ----------- | ----------- |
|                          | Alexandra Gaboriau       | DVD                      | DVD                      | 5 990        | 61,51        | 6 982       | 61,51       |
|                          | Cyrille Guibert          | DVD                      | DVD                      | 5 990        | 61,51        | 6 982       | 61,51       |
|                          | Éric Peltanche           | G.s                      | UG                       | 2 130        | 21,87        | 2 385       | 25,46       |
|                          | Marion Swannet           | PS                       | UG                       | 2 130        | 21,87        | 2 385       | 25,46       |
|                          | Christiane Aubert        | RN                       | RN                       | 1 618        | 16,62        |             |             |
|                          | Christophe Paradis       | RN                       | RN                       | 1 618        | 16,62        |             |             |
|                          |                          |                          |                          |              |              |             |             |
| Suffrages exprimés       | Suffrages exprimés       | Suffrages exprimés       | Suffrages exprimés       | 9 738        | 94,36        | 9 367       | 93,32       |
| Votes blancs             | Votes blancs             | Votes blancs             | Votes blancs             | 376          | 3,64         | 413         | 4,11        |
| Votes nuls               | Votes nuls               | Votes nuls               | Votes nuls               | 206          | 2,00         | 257         | 2,56        |
| Total                    | Total                    | Total                    | Total                    | 10 320       | 100          | 10 037      | 100         |
| Abstention               | Abstention               | Abstention               | Abstention               | 21 311       | 67,37        | 21 601      | 68,28       |
| Inscrits / participation | Inscrits / participation | Inscrits / participation | Inscrits / participation | 31 631       | 32,63        | 31 638      | 31,72       |

### Canton de La Châtaigneraie
| Candidats                | Candidats                | Partis                   | Nuance                   | Premier tour | Premier tour | Second tour | Second tour |
| Candidats                | Candidats                | Partis                   | Nuance                   | Voix         | %            | Voix        | %           |
| ------------------------ | ------------------------ | ------------------------ | ------------------------ | ------------ | ------------ | ----------- | ----------- |
|                          | Valentin Josse           | DVD                      | DVD                      | 4 939        | 68,70        | 5 564       | 83,71       |
|                          | Catherine Poupet         | DVD                      | DVD                      | 4 939        | 68,70        | 5 564       | 83,71       |
|                          | Bruno Dalcantara         | RN                       | RN                       | 1 285        | 17,87        | 1 083       | 16,29       |
|                          | Stéphanie Dufour         | RN                       | RN                       | 1 285        | 17,87        | 1 083       | 16,29       |
|                          | Mohamed Boukentar        | DVG                      | UG                       | 965          | 13,42        |             |             |
|                          | Fanta Louelh             | DVG                      | UG                       | 965          | 13,42        |             |             |
|                          |                          |                          |                          |              |              |             |             |
| Suffrages exprimés       | Suffrages exprimés       | Suffrages exprimés       | Suffrages exprimés       | 7 189        | 92,31        | 6 647       | 88,46       |
| Votes blancs             | Votes blancs             | Votes blancs             | Votes blancs             | 348          | 4,47         | 622         | 8,28        |
| Votes nuls               | Votes nuls               | Votes nuls               | Votes nuls               | 251          | 3,22         | 245         | 3,26        |
| Total                    | Total                    | Total                    | Total                    | 7 788        | 100          | 7 514       | 100         |
| Abstention               | Abstention               | Abstention               | Abstention               | 14 824       | 65,56        | 15 099      | 66,77       |
| Inscrits / participation | Inscrits / participation | Inscrits / participation | Inscrits / participation | 22 612       | 34,44        | 22 613      | 33,23       |

### Canton de Fontenay-le-Comte
| Candidats                | Candidats                  | Partis                   | Nuance                   | Premier tour | Premier tour | Second tour | Second tour |
| Candidats                | Candidats                  | Partis                   | Nuance                   | Voix         | %            | Voix        | %           |
| ------------------------ | -------------------------- | ------------------------ | ------------------------ | ------------ | ------------ | ----------- | ----------- |
|                          | Leslie Gaillard            | DVD                      | DVD                      | 3 432        | 32,13        | 5 293       | 51,52       |
|                          | Stéphane Guillon           | LR                       | DVD                      | 3 432        | 32,13        | 5 293       | 51,52       |
|                          | Christian Henriet          | DVC                      | REM                      | 3 010        | 28,18        | 4 980       | 48,48       |
|                          | Dominique Verhaeghe-Grillo | DVC                      | REM                      | 3 010        | 28,18        | 4 980       | 48,48       |
|                          | Francine Aldebert          | RN                       | RN                       | 1 722        | 16,12        |             |             |
|                          | Bertrand Mathonneau        | RN                       | RN                       | 1 722        | 16,12        |             |             |
|                          | François-Xavier Berthod    | PS                       | UG                       | 1 327        | 12,42        |             |             |
|                          | Michèle Tricoire           | PCF                      | UG                       | 1 327        | 12,42        |             |             |
|                          | Suzanna Grondin            | GJ                       | DVG                      | 1 190        | 11,14        |             |             |
|                          | Gilles Simon               | LFI                      | DVG                      | 1 190        | 11,14        |             |             |
|                          |                            |                          |                          |              |              |             |             |
| Suffrages exprimés       | Suffrages exprimés         | Suffrages exprimés       | Suffrages exprimés       | 10 681       | 95,26        | 10 273      | 87,50       |
| Votes blancs             | Votes blancs               | Votes blancs             | Votes blancs             | 330          | 2,94         | 953         | 8,12        |
| Votes nuls               | Votes nuls                 | Votes nuls               | Votes nuls               | 202          | 1,80         | 515         | 4,39        |
| Total                    | Total                      | Total                    | Total                    | 11 213       | 100          | 11 741      | 100         |
| Abstention               | Abstention                 | Abstention               | Abstention               | 21 341       | 65,56        | 20 813      | 63,93       |
| Inscrits / participation | Inscrits / participation   | Inscrits / participation | Inscrits / participation | 32 554       | 34,44        | 32 554      | 36,07       |

### Canton des Herbiers
| Candidats                | Candidats                | Partis                   | Nuance                   | Premier tour | Premier tour | Second tour | Second tour |
| Candidats                | Candidats                | Partis                   | Nuance                   | Voix         | %            | Voix        | %           |
| ------------------------ | ------------------------ | ------------------------ | ------------------------ | ------------ | ------------ | ----------- | ----------- |
|                          | Christophe Hogard        | DVD                      | DVD                      | 5 639        | 61,42        | 6 268       | 71,34       |
|                          | Bérangère Soulard        | DVD                      | DVD                      | 5 639        | 61,42        | 6 268       | 71,34       |
|                          | Julie Mariel-Godard      | EÉLV                     | UGE                      | 2 358        | 25,68        | 2 518       | 28,66       |
|                          | Valentin Rondeau         | PCF                      | UGE                      | 2 358        | 25,68        | 2 518       | 28,66       |
|                          | Thierry Aubert           | RN                       | RN                       | 1 184        | 12,90        |             |             |
|                          | Catherine Roy            | RN                       | RN                       | 1 184        | 12,90        |             |             |
|                          |                          |                          |                          |              |              |             |             |
| Suffrages exprimés       | Suffrages exprimés       | Suffrages exprimés       | Suffrages exprimés       | 9 181        | 93,26        | 8 786       | 93,14       |
| Votes blancs             | Votes blancs             | Votes blancs             | Votes blancs             | 522          | 5,30         | 510         | 5,41        |
| Votes nuls               | Votes nuls               | Votes nuls               | Votes nuls               | 141          | 1,43         | 137         | 1,45        |
| Total                    | Total                    | Total                    | Total                    | 9 844        | 100          | 9 433       | 100         |
| Abstention               | Abstention               | Abstention               | Abstention               | 22 757       | 69,80        | 23 169      | 71,07       |
| Inscrits / participation | Inscrits / participation | Inscrits / participation | Inscrits / participation | 32 601       | 30,20        | 32 602      | 28,93       |

### Canton de L'Île-d'Yeu
| Candidats                | Candidats                | Partis                   | Nuance                   | Premier tour | Premier tour | Second tour | Second tour |
| Candidats                | Candidats                | Partis                   | Nuance                   | Voix         | %            | Voix        | %           |
| ------------------------ | ------------------------ | ------------------------ | ------------------------ | ------------ | ------------ | ----------- | ----------- |
|                          | Carole Charuau           | DVD                      | DVD                      | 781          | 54,85        | 891         | 63,15       |
|                          | Bruno Noury              | DVD                      | DVD                      | 781          | 54,85        | 891         | 63,15       |
|                          | Patrice Bernard          | DVD                      | UCD                      | 416          | 29,21        | 520         | 36,85       |
|                          | Hélène Gaborit           | DVD                      | UCD                      | 416          | 29,21        | 520         | 36,85       |
|                          | Jocelyn Abjean           | PCF                      | UG                       | 156          | 10,96        |             |             |
|                          | Christiane L'Herondelle  | PS                       | UG                       | 156          | 10,96        |             |             |
|                          | Stéphane Bessonet        | RN                       | RN                       | 71           | 4,99         |             |             |
|                          | Romy Geay                | RN                       | RN                       | 71           | 4,99         |             |             |
|                          |                          |                          |                          |              |              |             |             |
| Suffrages exprimés       | Suffrages exprimés       | Suffrages exprimés       | Suffrages exprimés       | 1 424        | 97,20        | 1 411       | 95,14       |
| Votes blancs             | Votes blancs             | Votes blancs             | Votes blancs             | 21           | 1,43         | 42          | 2,83        |
| Votes nuls               | Votes nuls               | Votes nuls               | Votes nuls               | 20           | 1,37         | 30          | 2,02        |
| Total                    | Total                    | Total                    | Total                    | 1 465        | 100          | 1 483       | 100         |
| Abstention               | Abstention               | Abstention               | Abstention               | 2 806        | 65,70        | 2 788       | 65,28       |
| Inscrits / participation | Inscrits / participation | Inscrits / participation | Inscrits / participation | 4 271        | 34,30        | 4 271       | 34,72       |

### Canton de Luçon
| Candidats                | Candidats                | Partis                   | Nuance                   | Premier tour | Premier tour | Premier tour | Premier tour |
| Candidats                | Candidats                | Partis                   | Nuance                   | Voix         | %            | Voix         | %            |
| ------------------------ | ------------------------ | ------------------------ | ------------------------ | ------------ | ------------ | ------------ | ------------ |
|                          | Arnaud Charpentier       | LR                       | UD                       | 4 023        | 50,73        | 5 631        | 75,84        |
|                          | Anne-Marie Coulon        | DVD                      | UD                       | 4 023        | 50,73        | 5 631        | 75,84        |
|                          | Rémi Sanchez             | RN                       | RN                       | 1 562        | 19,70        | 1 794        | 24,16        |
|                          | Carmen Tailledumier      | RN                       | RN                       | 1 562        | 19,70        | 1 794        | 24,16        |
|                          | Fabienne Guérineau       | PCF                      | UGE                      | 1 518        | 19,14        |              |              |
|                          | Antony Tesson            | EÉLV                     | UGE                      | 1 518        | 19,14        |              |              |
|                          | Nathalie Batelli-Sarlot  | SE                       | DIV                      | 827          | 10,43        |              |              |
|                          | Steve Béchiau            | SE                       | DIV                      | 827          | 10,43        |              |              |
|                          |                          |                          |                          |              |              |              |              |
| Suffrages exprimés       | Suffrages exprimés       | Suffrages exprimés       | Suffrages exprimés       | 7 930        | 94,80        | 7 425        | 88,43        |
| Votes blancs             | Votes blancs             | Votes blancs             | Votes blancs             | 270          | 3,23         | 633          | 7,54         |
| Votes nuls               | Votes nuls               | Votes nuls               | Votes nuls               | 165          | 1,97         | 338          | 4,03         |
| Total                    | Total                    | Total                    | Total                    | 8 365        | 100          | 8 396        | 100          |
| Abstention               | Abstention               | Abstention               | Abstention               | 17 033       | 67,06        | 17 004       | 66,94        |
| Inscrits / participation | Inscrits / participation | Inscrits / participation | Inscrits / participation | 25 398       | 32,94        | 25 400       | 33,06        |

### Canton de Mareuil-sur-Lay-Dissais
| Candidats                | Candidats                | Partis                   | Nuance                   | Premier tour | Premier tour | Premier tour | Premier tour |
| Candidats                | Candidats                | Partis                   | Nuance                   | Voix         | %            | Voix         | %            |
| ------------------------ | ------------------------ | ------------------------ | ------------------------ | ------------ | ------------ | ------------ | ------------ |
|                          | Éric Adrian              | DVD                      | DVD                      | 4 652        | 54,22        | 6 098        | 74,76        |
|                          | Brigitte Hybert          | DVD                      | DVD                      | 4 652        | 54,22        | 6 098        | 74,76        |
|                          | Isabelle Magnin          | RN                       | RN                       | 2 091        | 24,37        | 2 059        | 25,24        |
|                          | Philippe Tailledumier    | RN                       | RN                       | 2 091        | 24,37        | 2 059        | 25,24        |
|                          | Hubert Fontana           | G.s                      | UG                       | 1 837        | 21,41        |              |              |
|                          | Frédérique Voltz         | PCF                      | UG                       | 1 837        | 21,41        |              |              |
|                          |                          |                          |                          |              |              |              |              |
| Suffrages exprimés       | Suffrages exprimés       | Suffrages exprimés       | Suffrages exprimés       | 8 580        | 95,10        | 8 157        | 90,53        |
| Votes blancs             | Votes blancs             | Votes blancs             | Votes blancs             | 269          | 2,98         | 570          | 6,33         |
| Votes nuls               | Votes nuls               | Votes nuls               | Votes nuls               | 173          | 1,92         | 283          | 3,14         |
| Total                    | Total                    | Total                    | Total                    | 9 022        | 100          | 9 010        | 100          |
| Abstention               | Abstention               | Abstention               | Abstention               | 18 340       | 67,03        | 18 358       | 67,08        |
| Inscrits / participation | Inscrits / participation | Inscrits / participation | Inscrits / participation | 27 362       | 32,97        | 27 368       | 32,92        |

### Canton de Montaigu-Vendée
| Candidats                | Candidats                | Partis                   | Nuance                   | Premier tour | Premier tour | Premier tour | Premier tour |
| Candidats                | Candidats                | Partis                   | Nuance                   | Voix         | %            | Voix         | %            |
| ------------------------ | ------------------------ | ------------------------ | ------------------------ | ------------ | ------------ | ------------ | ------------ |
|                          | Isabelle Rivière         | LR                       | DVD                      | 6 839        | 70,94        | 7 308        | 79,84        |
|                          | Éric Salaün              | DVD                      | DVD                      | 6 839        | 70,94        | 7 308        | 79,84        |
|                          | Patrick Rabiller         | LFI                      | UGE                      | 1 656        | 17,18        | 1 845        | 20,16        |
|                          | Marie-Thérèse Vidiani    | EÉLV                     | UGE                      | 1 656        | 17,18        | 1 845        | 20,16        |
|                          | Gabriel de Chabot        | RN                       | RN                       | 1 145        | 11,88        |              |              |
|                          | Jacqueline Dieulangard   | RN                       | RN                       | 1 145        | 11,88        |              |              |
|                          |                          |                          |                          |              |              |              |              |
| Suffrages exprimés       | Suffrages exprimés       | Suffrages exprimés       | Suffrages exprimés       | 9 640        | 95,82        | 9 153        | 95,67        |
| Votes blancs             | Votes blancs             | Votes blancs             | Votes blancs             | 271          | 2,69         | 254          | 2,65         |
| Votes nuls               | Votes nuls               | Votes nuls               | Votes nuls               | 150          | 1,49         | 160          | 1,67         |
| Total                    | Total                    | Total                    | Total                    | 10 061       | 100          | 9 567        | 100          |
| Abstention               | Abstention               | Abstention               | Abstention               | 25 013       | 71,31        | 25 512       | 72,73        |
| Inscrits / participation | Inscrits / participation | Inscrits / participation | Inscrits / participation | 35 074       | 28,69        | 35 079       | 27,27        |

### Canton de Mortagne-sur-Sèvre
| Candidats                | Candidats                | Partis                   | Nuance                   | Premier tour | Premier tour | Second tour | Second tour |
| Candidats                | Candidats                | Partis                   | Nuance                   | Voix         | %            | Voix        | %           |
| ------------------------ | ------------------------ | ------------------------ | ------------------------ | ------------ | ------------ | ----------- | ----------- |
|                          | Cécile Barreau           | DVD                      | DVD                      | 6 143        | 70,37        | 6 527       | 79,59       |
|                          | Guillaume Jean           | DVD                      | DVD                      | 6 143        | 70,37        | 6 527       | 79,59       |
|                          | Michel Laïdi             | PCF                      | COM                      | 1 475        | 16,90        | 1 674       | 20,41       |
|                          | Céline Sauvêtre          | PCF                      | COM                      | 1 475        | 16,90        | 1 674       | 20,41       |
|                          | Marie Bourdin            | RN                       | RN                       | 1 112        | 12,74        |             |             |
|                          | Kévin Marmin             | RN                       | RN                       | 1 112        | 12,74        |             |             |
|                          |                          |                          |                          |              |              |             |             |
| Suffrages exprimés       | Suffrages exprimés       | Suffrages exprimés       | Suffrages exprimés       | 8 730        | 95,00        | 8 201       | 94,45       |
| Votes blancs             | Votes blancs             | Votes blancs             | Votes blancs             | 287          | 3,12         | 309         | 3,56        |
| Votes nuls               | Votes nuls               | Votes nuls               | Votes nuls               | 172          | 1,87         | 173         | 1,99        |
| Total                    | Total                    | Total                    | Total                    | 9 189        | 100          | 8 683       | 100         |
| Abstention               | Abstention               | Abstention               | Abstention               | 21 270       | 69,83        | 21 784      | 71,50       |
| Inscrits / participation | Inscrits / participation | Inscrits / participation | Inscrits / participation | 30 459       | 30,17        | 30 467      | 28,50       |

### Canton de La Roche-sur-Yon-1
| Candidats                | Candidats                | Partis                   | Nuance                   | Premier tour | Premier tour | Second tour | Second tour |
| Candidats                | Candidats                | Partis                   | Nuance                   | Voix         | %            | Voix        | %           |
| ------------------------ | ------------------------ | ------------------------ | ------------------------ | ------------ | ------------ | ----------- | ----------- |
|                          | Anne Aubin-Sicard        | LR                       | UCD                      | 4 686        | 50,82        | 5 424       | 58,28       |
|                          | Laurent Favreau          | DVD                      | UCD                      | 4 686        | 50,82        | 5 424       | 58,28       |
|                          | Pascale Batonneau        | EÉLV                     | UGE                      | 3 378        | 36,64        | 3 882       | 41,72       |
|                          | Pierrick Chaigne         | PCF                      | UGE                      | 3 378        | 36,64        | 3 882       | 41,72       |
|                          | Lilas N'Dong             | RN                       | RN                       | 1 156        | 12,54        |             |             |
|                          | Benoist Rouaud           | RN                       | RN                       | 1 156        | 12,54        |             |             |
|                          |                          |                          |                          |              |              |             |             |
| Suffrages exprimés       | Suffrages exprimés       | Suffrages exprimés       | Suffrages exprimés       | 9 220        | 95,66        | 9 306       | 94,41       |
| Votes blancs             | Votes blancs             | Votes blancs             | Votes blancs             | 243          | 2,52         | 309         | 3,13        |
| Votes nuls               | Votes nuls               | Votes nuls               | Votes nuls               | 175          | 1,82         | 242         | 2,46        |
| Total                    | Total                    | Total                    | Total                    | 9 638        | 100          | 9 857       | 100         |
| Abstention               | Abstention               | Abstention               | Abstention               | 20 626       | 68,15        | 30 274      | 67,44       |
| Inscrits / participation | Inscrits / participation | Inscrits / participation | Inscrits / participation | 30 264       | 31,85        | 30 274      | 32,56       |

### Canton de La Roche-sur-Yon-2
| Candidats                | Candidats                 | Partis                   | Nuance                   | Premier tour | Premier tour | Second tour | Second tour |
| Candidats                | Candidats                 | Partis                   | Nuance                   | Voix         | %            | Voix        | %           |
| ------------------------ | ------------------------- | ------------------------ | ------------------------ | ------------ | ------------ | ----------- | ----------- |
|                          | Luc Bouard                | DVD                      | UCD                      | 4 394        | 45,16        | 5 373       | 52,48       |
|                          | Christine Rambaud-Bossard | DVD                      | UCD                      | 4 394        | 45,16        | 5 373       | 52,48       |
|                          | Sylviane Bulteau          | PS                       | UG                       | 4 218        | 43,35        | 4 865       | 47,52       |
|                          | Jacques Rassinoux         | G.s                      | UG                       | 4 218        | 43,35        | 4 865       | 47,52       |
|                          | Robert Besseau            | RN                       | RN                       | 1 118        | 11,49        |             |             |
|                          | Valérie Paoli             | RN                       | RN                       | 1 118        | 11,49        |             |             |
|                          |                           |                          |                          |              |              |             |             |
| Suffrages exprimés       | Suffrages exprimés        | Suffrages exprimés       | Suffrages exprimés       | 9 730        | 96,34        | 10 238      | 95,41       |
| Votes blancs             | Votes blancs              | Votes blancs             | Votes blancs             | 204          | 2,02         | 253         | 2,36        |
| Votes nuls               | Votes nuls                | Votes nuls               | Votes nuls               | 166          | 1,64         | 239         | 2,23        |
| Total                    | Total                     | Total                    | Total                    | 10 100       | 100          | 10 730      | 100         |
| Abstention               | Abstention                | Abstention               | Abstention               | 21 159       | 67,69        | 20 547      | 65,69       |
| Inscrits / participation | Inscrits / participation  | Inscrits / participation | Inscrits / participation | 31 259       | 32,31        | 31 277      | 34,31       |

### Canton des Sables-d'Olonne
| Candidats                | Candidats                | Partis                   | Nuance                   | Premier tour | Premier tour | Second tour | Second tour |
| Candidats                | Candidats                | Partis                   | Nuance                   | Voix         | %            | Voix        | %           |
| ------------------------ | ------------------------ | ------------------------ | ------------------------ | ------------ | ------------ | ----------- | ----------- |
|                          | Nicolas Chénéchaud       | LR                       | UD                       | 6 748        | 54,34        | 8 819       | 70,84       |
|                          | Florence Pineau          | LR                       | UD                       | 6 748        | 54,34        | 8 819       | 70,84       |
|                          | Fabrice Duval            | EÉLV                     | UGE                      | 2 929        | 23,58        | 3 630       | 29,16       |
|                          | Caroline Pottier         | PCF                      | UGE                      | 2 929        | 23,58        | 3 630       | 29,16       |
|                          | Dany Marmin              | RN                       | RN                       | 2 742        | 22,08        |             |             |
|                          | Manuella Matecat         | RN                       | RN                       | 2 742        | 22,08        |             |             |
|                          |                          |                          |                          |              |              |             |             |
| Suffrages exprimés       | Suffrages exprimés       | Suffrages exprimés       | Suffrages exprimés       | 12 419       | 94,74        | 12 449      | 92,54       |
| Votes blancs             | Votes blancs             | Votes blancs             | Votes blancs             | 408          | 3,11         | 649         | 4,82        |
| Votes nuls               | Votes nuls               | Votes nuls               | Votes nuls               | 282          | 2,15         | 355         | 2,64        |
| Total                    | Total                    | Total                    | Total                    | 13 109       | 100          | 13 453      | 100         |
| Abstention               | Abstention               | Abstention               | Abstention               | 27 033       | 67,34        | 26 683      | 66,48       |
| Inscrits / participation | Inscrits / participation | Inscrits / participation | Inscrits / participation | 40 142       | 32,66        | 40 136      | 33,52       |

### Canton de Saint-Hilaire-de-Riez
| Candidats                | Candidats                | Partis                   | Nuance                   | Premier tour | Premier tour | Second tour | Second tour |
| Candidats                | Candidats                | Partis                   | Nuance                   | Voix         | %            | Voix        | %           |
| ------------------------ | ------------------------ | ------------------------ | ------------------------ | ------------ | ------------ | ----------- | ----------- |
|                          | Isabelle Duranteau       | DVD                      | DVD                      | 4 529        | 32,93        | 7 408       | 56,98       |
|                          | Thomas Perrocheau        | DVD                      | DVD                      | 4 529        | 32,93        | 7 408       | 56,98       |
|                          | Laurent Boudelier        | DVD                      | DVD                      | 4 121        | 29,96        | 5 594       | 43,02       |
|                          | Sophie Bourguoin         | DVD                      | DVD                      | 4 121        | 29,96        | 5 594       | 43,02       |
|                          | Marie-Christine Ébran    | RN                       | RN                       | 2 465        | 17,92        |             |             |
|                          | Jean-Patrick Fillet      | RN                       | RN                       | 2 465        | 17,92        |             |             |
|                          | Élisabeth Clément        | PCF                      | UG                       | 2 038        | 14,82        |             |             |
|                          | Laurent Reigniez         | LFI                      | UG                       | 2 038        | 14,82        |             |             |
|                          | Didier Chabaillé         | DLF                      | DSV                      | 600          | 4,36         |             |             |
|                          | Élisabeth Rossel         | DLF                      | DSV                      | 600          | 4,36         |             |             |
|                          |                          |                          |                          |              |              |             |             |
| Suffrages exprimés       | Suffrages exprimés       | Suffrages exprimés       | Suffrages exprimés       | 13 753       | 96,83        | 13 002      | 90,17       |
| Votes blancs             | Votes blancs             | Votes blancs             | Votes blancs             | 269          | 1,89         | 1 019       | 7,07        |
| Votes nuls               | Votes nuls               | Votes nuls               | Votes nuls               | 181          | 1,27         | 399         | 2,77        |
| Total                    | Total                    | Total                    | Total                    | 14 203       | 100          | 14 420      | 100         |
| Abstention               | Abstention               | Abstention               | Abstention               | 28 167       | 66,48        | 27 961      | 65,98       |
| Inscrits / participation | Inscrits / participation | Inscrits / participation | Inscrits / participation | 42 370       | 33,52        | 42 381      | 34,02       |

### Canton de Saint-Jean-de-Monts
| Candidats                | Candidats                | Partis                   | Nuance                   | Premier tour | Premier tour | Second tour | Second tour |
| Candidats                | Candidats                | Partis                   | Nuance                   | Voix         | %            | Voix        | %           |
| ------------------------ | ------------------------ | ------------------------ | ------------------------ | ------------ | ------------ | ----------- | ----------- |
|                          | Noël Faucher             | LR                       | DVD                      | 3 288        | 28,41        | 5 416       | 51,74       |
|                          | Amélie Rivière           | DVD                      | DVD                      | 3 288        | 28,41        | 5 416       | 51,74       |
|                          | Martine Aury             | LMR                      | DVD                      | 2 869        | 24,79        | 5 052       | 48,26       |
|                          | Louis Gibier             | LMR                      | DVD                      | 2 869        | 24,79        | 5 052       | 48,26       |
|                          | Corinne Fillet           | RN                       | RN                       | 2 292        | 19,80        |             |             |
|                          | Éric Mauvoisin-Delavaud  | RN                       | RN                       | 2 292        | 19,80        |             |             |
|                          | Virginie Bertrand        | LREM                     | UCG                      | 1 774        | 15,33        |             |             |
|                          | Fabien Gaborit           | LREM                     | UCG                      | 1 774        | 15,33        |             |             |
|                          | Françoise Besson         | EÉLV                     | UGE                      | 1 352        | 11,68        |             |             |
|                          | Laurent Méo              | PCF                      | UGE                      | 1 352        | 11,68        |             |             |
|                          |                          |                          |                          |              |              |             |             |
| Suffrages exprimés       | Suffrages exprimés       | Suffrages exprimés       | Suffrages exprimés       | 11 575       | 95,95        | 10 468      | 87,71       |
| Votes blancs             | Votes blancs             | Votes blancs             | Votes blancs             | 281          | 2,33         | 1 013       | 8,49        |
| Votes nuls               | Votes nuls               | Votes nuls               | Votes nuls               | 208          | 1,72         | 454         | 3,80        |
| Total                    | Total                    | Total                    | Total                    | 12 064       | 100          | 11 935      | 100         |
| Abstention               | Abstention               | Abstention               | Abstention               | 24 682       | 67,17        | 24 812      | 67,52       |
| Inscrits / participation | Inscrits / participation | Inscrits / participation | Inscrits / participation | 36 746       | 32,83        | 36 747      | 32,48       |

### Canton de Talmont-Saint-Hilaire
| Candidats                | Candidats                | Partis                   | Nuance                   | Premier tour | Premier tour | Second tour | Second tour |
| Candidats                | Candidats                | Partis                   | Nuance                   | Voix         | %            | Voix        | %           |
| ------------------------ | ------------------------ | ------------------------ | ------------------------ | ------------ | ------------ | ----------- | ----------- |
|                          | Maxence de Rugy          | LR                       | DVD                      | 6 804        | 54,48        | 8 484       | 71,70       |
|                          | Céline Peigney           | DVD                      | DVD                      | 6 804        | 54,48        | 8 484       | 71,70       |
|                          | Brigitte Neveux          | RN                       | RN                       | 3 339        | 26,73        | 3 348       | 28,30       |
|                          | Patrick Teinturier       | RN                       | RN                       | 3 339        | 26,73        | 3 348       | 28,30       |
|                          | Isabelle Rondeau         | PCF                      | COM                      | 2 347        | 18,79        |             |             |
|                          | Medhi Seddouki           | PCF                      | COM                      | 2 347        | 18,79        |             |             |
|                          |                          |                          |                          |              |              |             |             |
| Suffrages exprimés       | Suffrages exprimés       | Suffrages exprimés       | Suffrages exprimés       | 12 490       | 94,44        | 11 832      | 89,85       |
| Votes blancs             | Votes blancs             | Votes blancs             | Votes blancs             | 450          | 3,40         | 951         | 7,22        |
| Votes nuls               | Votes nuls               | Votes nuls               | Votes nuls               | 285          | 2,16         | 385         | 2,92        |
| Total                    | Total                    | Total                    | Total                    | 13 225       | 100          | 13 168      | 100         |
| Abstention               | Abstention               | Abstention               | Abstention               | 26 705       | 66,88        | 26 763      | 67,02       |
| Inscrits / participation | Inscrits / participation | Inscrits / participation | Inscrits / participation | 39 930       | 33,12        | 39 931      | 32,98       |